# Like a Dragon (filme)
Like a Dragon (龍が如く 劇場版, Ryū ga Gotoku: Gekijōban, lit. "Como um Dragão: O Filme"), conhecido em alguns territórios como Yakuza: Like a Dragon,[carece de fontes?] é um filme de ação e drama de 2007 dirigido por Takashi Miike, baseado no jogo eletrônico de 2005 para PlayStation 2 Yakuza. O filme estrela Kazuki Kitamura, Goro Kishitani, Show Aikawa, Yoshiyoshi Arakawa, Kenichi Endō e Tomorowo Taguchi.
A versão legendada em inglês foi projetada pela primeira vez em 23 de junho de 2008 no New York Asian Film Festival, e foi lançado em DVD na América do Norte em 23 de fevereiro de 2010 por uma afiliada da Media Blasters.

## Enredo

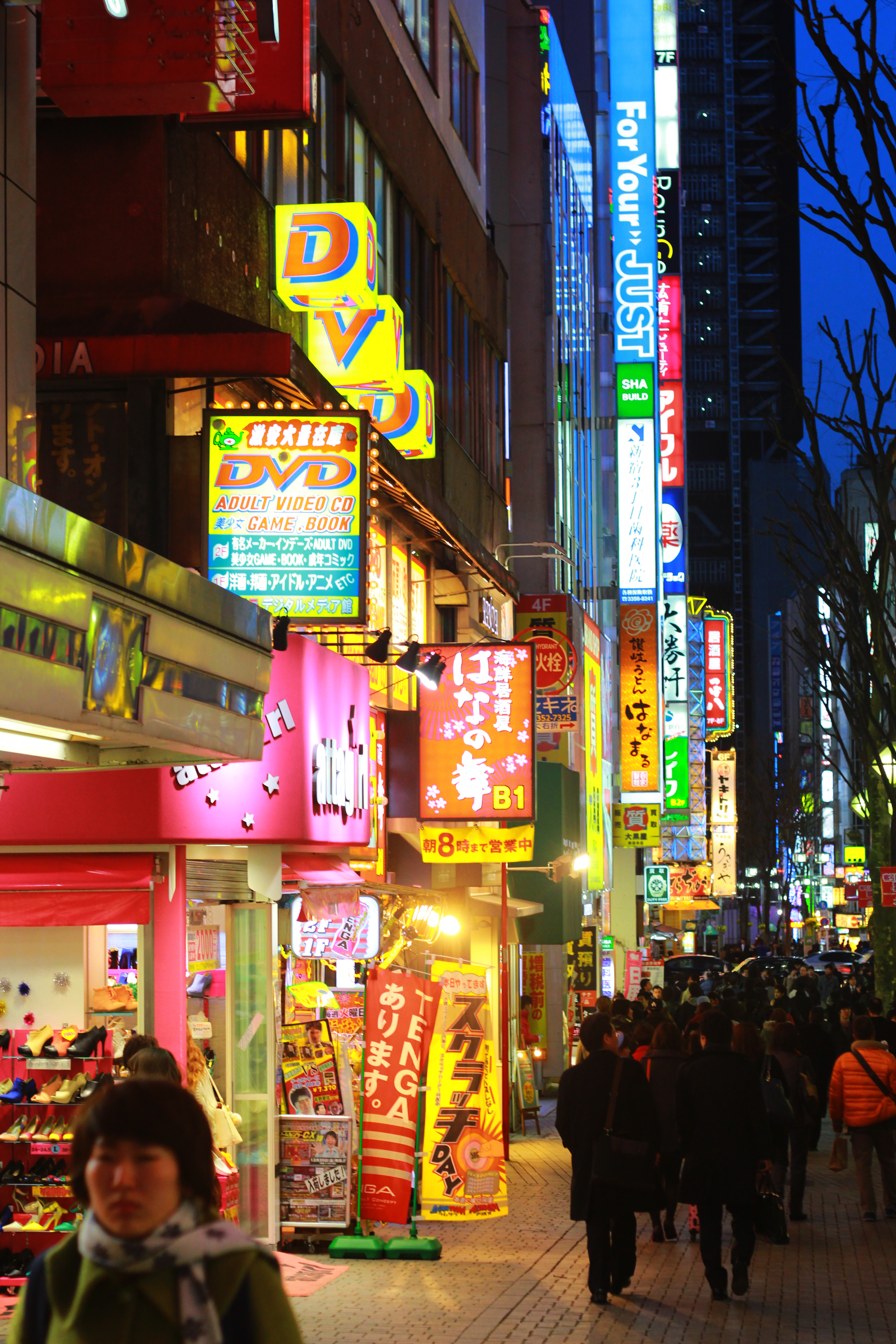
O filme foi filmado no distrito de Kabukichō em Tóquio, que serviu como base para a fictícia área de Kamurocho no jogo

O enredo é vagamente baseado no jogo Yakuza original e é uma "história de uma noite" separada que acontece em uma noite quente de verão em Kamurocho, a versão fictícia do distrito de Kabukichō em Tóquio.
A noite começa com o roubo de um banco por uma dupla de atiradores amadores mascarados, e o desaparecimento de dez bilhões de ienes pertencentes ao clã Tojo, um poderoso sindicato yakuza. Enquanto isso, nas ruas de Kamurocho, o ex-yakuza Kazuma Kiryu e sua filha adotiva, a menina Haruka Sawamura, procuram por Mizuki Sawamura, mãe da garota e irmã do amor de infância de Kiryu enquanto o antigo rival de Kiryu, o psicótico yakuza Goro Majima, e seus capangas os seguem.
Depois de um encontro com Kiryu e Haruka em uma loja de conveniência chamada Poppo, o funcionário Satoru e sua nova namorada Yui decidem começar a roubar lojas por dinheiro e diversão. Em outro lugar no distrito, um assassino coreano misterioso, Park, caça o culpado pelo roubo do clã Tojo, o que o leva ao famoso Jingu, uma figura também conhecida como Mister N, e ao cartão postal de Kamurocho, a Millenium Tower.
A procura por Mizuki leva Kiryu ao topo da Millenium Tower e acaba com uma batalha climática contra o yakuza Akira Nishikiyama, o melhor amigo de infância de Kiryu, que declara sua intenção de derrotar Kiryu e finalmente provar que é o melhor homem.

## Lançamento em DVD
A Amuse Soft Entertainment lançou a edição padrão em DVD em 27 de setembro de 2007 no Japão, com uma edição limitada chamada "Deluxe Box" contendo três figuras Kubrick (de Majima, Kiryu e Haruka). Uma divisão da Media Blasters, a distribuidora estadunidense Tokyo Shock lançou um DVD licenciado intitulado Yakuza: Like a Dragon em 23 de fevereiro de 2010 para coincidir com a localização norte-americana de Yakuza 3.
Antes desse lançamento oficial, um DVD legendado em inglês foi distribuído na América do Norte pela Bonzai RCS; Ele incluía a capa coreana do filme, provavelmente por ser um produto não licenciado, e era similar à edição vendida na Coreia do Sul pela CJ Entertainment.

## Elenco
Elenco adaptado da página do filme no eiga.com.
| - Kazuki Kitamura como Kazuma Kiryu - Natsuo como Haruka Sawamura - Goro Kishitani como Goro Majima - Shun Shioya como Satoru - Saeko como Yui - Haruhiko Kato como Kazuki - Saki Takaoka como Yumi Sawamura / Mizuki Sawamura - Show Aikawa como Detetive Noguchi - Gong Yoo como Park, o assassino coreano | - Yutaka Matsushige como Makoto Date - Claude Maki como Akira Nishikiyama - Yoshiyoshi Arakawa como o traficante de armas nipo-coreano - Kenichi Endō como Imanishi, o ladrão de bancos - Sansei Shiomi como Shintaro Kazama - Tomorowo Taguchi como o dono nipo-coreano da barbearia - Toshihiro Nagoshi como Jingu - Alexander Otsuka como um yakuza |